# Bernard Girard
Pour les articles homonymes, voir Girard.
Pour l'essayiste français, voir Bernard de Girard.
Bernard Girard est un réalisateur américain, né le 22 février 1918 à Los Angeles et mort le 30 décembre 1997 dans la même ville.

## Filmographie sélective
- 1951 : As You Were (en)
- 1957 : Ride Out for Revenge (en)
- 1957 : The Green-Eyed Blonde
- 1958 : As Young as We Are (en)
- 1958 : The Party Crashers
- 1959 : The Rebel Set de Gene Fowler Jr. (scénario)
- 1962 : A Public Affair
- 1965 : Rawhide (série TV)
- 1966 : Un truand (Dead Heat on a Merry-Go-Round)
- 1969 : The Mad Room
- 1969 : Qu'est-il arrivé à tante Alice ? (What Ever Happened to Aunt Alice?) (avec Lee H. Katzin)
- 1970 : La Chasse infernale (Hunters Are for Killing) (TV)
- 1972 : The Happiness Cage
- 1973 : A Name for Evil (en)
- 1973 : The Fabulous Doctor Fable (TV)
- 1975 : Gone with the West (en)